# إدوارد ميد جونسون
إدوارد ميد جونسون هو رجل أعمال أمريكي، ولد في 23 أبريل 1852 في إيفانسفيل في الولايات المتحدة، وتوفي في 20 مارس 1934 في ميامي بيتش في الولايات المتحدة بسبب نوبة قلبية. أحد مؤسسي شركة جونسون آند جونسون الأمريكية.